# جوان ماريون
جوان ماريون (بالإنجليزية: Joan Marion)‏ هي ممثلة أسترالية، ولدت في 28 سبتمبر 1908 في أستراليا، وتوفيت في 5 نوفمبر 2001 في المملكة المتحدة.

## وصلات خارجية
- جوان ماريون على موقع IMDb (الإنجليزية)
- جوان ماريون على موقع أول موفي (الإنجليزية)
- جوان ماريون على موقع قاعدة بيانات برودواي على الإنترنت (الإنجليزية)
- جوان ماريون على موقع قاعدة بيانات الفيلم (الإنجليزية)